# Sotseglare
Sotseglare (Cypseloides fumigatus) är en fågel i familjen seglare.

## Utseende och levnadssätt
Sotseglaren är en medelstor, enfärgad mörkbrun seglare med lieformade vingar och tvärt avskuren stjärt. Den liknar vattenfallsseglaren som den ofta ses tillsammans med, men är mindre och mörkare. Arten häckar och vilar sittande intill vattenfall och ses födosöka över närliggnade skogar och savanner

## Utbredning och systematik
Fågeln förekommer i östra Bolivia, sydöstra Brasilien, nordöstra Argentina och angränsande Paraguay. Den behandlas som monotypisk, det vill säga att den inte delas in i några underarter.

## Status och hot
Arten har ett stort utbredningsområde, men tros minska i antal, dock inte tillräckligt kraftigt för att den ska betraktas som hotad. Internationella naturvårdsunionen IUCN listar arten som livskraftig (LC).